# Lista de episódios de Ranma ½
Ranma ½ (らんま½) é uma série japonesa de anime adaptada do mangá do mesmo nome de Rumiko Takahashi. Foi criado pelo Studio Deen e foi transmitido semanalmente entre 15 de abril de 1989 e 16 de setembro de 1989 no Fuji TV antes de ser cancelado após 18 episódios devido a baixa audiência. Pouco depois, a série foi retrabalhada  e recebeu um novo nome, Ranma ½ Nettōhen (らんま½熱闘闘編), que foi produzida entre 20 de outubro de 1989 e 25 de setembro de 1992 com um total de 143 episódios.
Três filmes foram produzidos, The Battle of Nekonron, China! A Battle to Defy the Rules!  lançado em 2 de novembro de 1991;Battle at Togenkyo! Get Back the Brides lançado em 1 de agosto de 1992; e Super Indiscriminate Decisive Battle! Team Ranma vs. the Legendary Phoenix lançado em 20 de agosto de 1994. Os dois primeiros filmes são longa duração, mas o terceiro foi originalmente exibido nos cinemas com outros dois filmes: Ghost Sweeper Mikami e Heisei Dog Stories: Bow. Após o final da série de TV, 12 episódios de OVA foram lançados diretamente para o vídeo doméstico, o primeiro em 7 de dezembro de 1993 e o duodécimo em 20 de outubro de 2010. Comemorando o 35º aniversário de carreira de Rumiko Takahashi, a série de TV foi lançada em Blu-ray pela primeira vez em três boxes entre 24 de maio de 2013 e 24 de janeiro de 2014.
Esta é uma lista dos episódios do anime Ranma ½.

## 1ª Temporada - "Dojo Digital" (1989)
| Episódio | Título                                      | Japonês                                                                 | Português do Brasil                                                                      | Data Original          |
| -------- | ------------------------------------------- | ----------------------------------------------------------------------- | ---------------------------------------------------------------------------------------- | ---------------------- |
| 001      | 中国からきたあいつ!ちょっとヘン!            | Chūgoku kara Kita Aitsu! Chotto Hen!!                                   | O estranho que veio da China.                                                            | 15 de abril de 1989    |
| 002      | 遊びじゃないのよ学校は                      | Yūbi Janai no Yo Gakkō wa                                               | A escola não é lugar para baderna!                                                       | 22 de abril de 1989    |
| 003      | いきなり愛の嵐ちょっと待ってョ              | Ikinari Ai no Arashi Chotto Matte Yo                                    | Uma súbita tempestade de amor! Ei, dá um tempo!                                          | 29 de abril de 1989    |
| 004      | 乱馬とらんま?誤解がとまらない               | Ranma to Ranma? Gokai ga Tomaranai                                      | Ranma vs... Ranma? É um mal entendido atrás do outro.                                    | 6 de maio de 1989      |
| 005      | 骨まで愛して?あかね恋の複雑骨折             | Kotsu Made Aishite? Akane Koi no Fukuzatsu Kossetsu                     | Me ame até os ossos! O coração de Akane é uma múltipla fratura.                          | 13 de maio de 1989     |
| 006      | あかねの失恋だってしょうがないじゃない      | Akane no Shitsuren Datte Shōganai Janai                                 | O coração partido de Akane! Não dá para fazer nada.                                      | 20 de maio de 1989     |
| 007      | 登場!永遠の迷い子·良牙                      | Tōjō! Eien no Mayoigo - Ryōga                                           | Entra Ryoga! O eterno garoto perdido.                                                    | 27 de maio de 1989     |
| 008      | 学校は戦場だ!対決 乱馬VS良牙                | Gakkō wa Senjō da! Taiketsu Ranma Buiesu Ryōga                          | O colégio virou um campo de batalha! Ranma vs. Ryoga.                                    | 3 de junho de 1989     |
| 009      | 乙女白書·髪は女のいのちなの                 | Otome Hakusho - Kami wa Onna no Inochi Nano                             | Confissões verdadeiras! O cabelo de uma garota é sua vida!                               | 17 de junho de 1989    |
| 010      | ピーピーPちゃん ろくなもんじゃねェ          | Pi-pi-P-chan Roku Namonjanē                                             | P-P-P-Chan! Mas que porcaria!                                                            | 1 de julho de 1989     |
| 011      | 乱馬を激愛!新体操のスケバン登場             | Ranma wo Gekiai! Shintaisō no Sukeban Tōjō                              | Perdida de amor por Ranma! A ginasta delinquente!                                        | 15 de julho de 1989    |
| 012      | 女の恋は戦争よ!格闘新体操でいざ勝負         | Onna no Koi wa Sensō yo! Kakutō Shintaisō de Iza Shōbu                  | O amor de uma mulher é uma batalha! O desafio da ginástica rítmica marcial!              | 22 de julho de 1989    |
| 013      | スケバンの目に涙?ルール無用の格闘新体操決着 | Sukeban no Me ni Namida? Rūru Muyō no Kakutō Shintaisō Kecchaku         | Uma lágrima nos olhos de uma delinquente? O fim do desafio de ginástica rítmica marcial. | 27 de julho de 1989    |
| 014      | 骨盤占い!らんまは日本一のお嫁さん           | Kotsuban Uranai! Ranma wa Nippon-ichi no Oyomesan                       | Uma disputa diferente! Ranma é a esposa Nº um do Japão.                                  | 19 de agosto de 1989   |
| 015      | 激烈少女シャンプー登場!ワタシ命あずけます   | Gekiretsu Shōjo Shanpū Tōjō! Watashi Inochi Azukemasu                   | Surge Shampoo, uma garota cheia de energia! A minha vida está em suas mãos.              | 26 de agosto de 1989   |
| 016      | シャンプーの反撃!必殺指圧拳は身も心も奪う   | Shanpū no Hangeki! Hissatsu Shiatsu Kobushi wa Mukuro mo Kokoro mo Ubau | A vingança de Shampoo! A Técnica de Shiatsu que rouba o coração e a alma.                | 2 de setembro de 1989  |
| 017      | 乱馬大好き!さよならはいわないで!            | Ranma Daisuki! Sayonara wa Iwanaide!!                                   | Eu te amo, Ranma! Por favor não diga adeus.                                              | 9 de setembro de 1989  |
| 018      | オレは男だ!らんま中国へ帰る?                | Ore wa Otoko da! Ranma Chūgoku e Kaeru? (Filler)                        | Eu sou um homem! Ranma vai voltar para a China!?                                         | 16 de setembro de 1989 |

## 2ª Temporada - "Tudo vira Artes Marciais" (1989-1990)
| Episódio | Título                   | Japonês                                   | Português do Brasil                                                | Data Original           |
| -------- | ------------------------ | ----------------------------------------- | ------------------------------------------------------------------ | ----------------------- |
| 019      | さらわれたPちゃん!       | Sarawareta P-chan                         | O sequestro de P-Chan.                                             | 8 de dezembro de 1989   |
| 020      | 危機一髪!死霊の盆踊り    | Kikiippatsu! Shiryō no Bonodori           | Perigo iminente! A dança... da morte!                              | 15 de dezembro de 1989  |
| 021      | Pちゃん爆発!愛の水柱     | P-chan Bakuhatsu! Ai no Mizubashira       | P-Chan explode! A gelada fonte de amor!                            | 22 de dezembro de 1989  |
| 022      | 激突!出前格闘レース      | Gekitotsu! Demae Kakutō Rēsu              | O confronto das garotas de entrega! A corrida de Delivery Marcial. | 20 de outubro de 1989   |
| 023      | やっぱり猫が嫌い?        | Yappari Neko ga Kirai?                    | Você realmente odeia gatos!?                                       | 3 de novembro de 1989   |
| 024      | 私が女傑族のおばば!      | Watashi ga Joketsuzoku no Obaba!          | Eu sou a anciã das amazonas!                                       | 10 de novembro de 1989  |
| 025      | 出た!必殺天津甘栗拳!!    | Deta! Hissatsu Tenshin Amaguriken         | Vejam! A técnica das castanhas assadas na fogueira.                | 17 de novembro de 1989  |
| 026      | 白鳥拳の男ムース登場!    | Hakushō no Otoko Mūsu Tōjō!               | Mousse em ação! O punho do cisne branco.                           | 24 de novembro de 1989  |
| 027      | 爆走!雪だるま運びレース  | Bakusō! Yukidaruma Hakobi Rēsu            | Competição fria! A corrida de bonecos de neve.                     | 1 de dezembro de 1989   |
| 028      | 危うし!天道道場          | Ayoushi! Tendō Dōjō                       | Perigo na academia Tendo!                                          | 26 de janeiro de 1990   |
| 029      | 乱馬恐怖の山ごもり       | Ranma Kyōfu no Yama Gomori                | O terrível treino nas montanhas.                                   | 12 de janeiro de 1990   |
| 030      | 爆砕点穴とは?良牙大逆襲  | Bakusai Tenketsu to wa? Ryōga Daigyakushū | O ponto de ruptura! A grande vingança de Ryoga.                    | 19 de janeiro de 1990   |
| 031      | さらわれたあかね!        | Sarawareta Akane!                         | O sequestro de Akane!                                              | 2 de Fevereiro de 1990  |
| 032      | 対決ムース!負けるが勝ち  | Taiketsu Mūsu! Makeru ga Kachi            | Ranma vs. Mousse! Perder é ganhar.                                 | 9 de Fevereiro de 1990  |
| 033      | 究極のエロ妖怪八宝斉     | Kyūkyoku no Ero Yōkai Happōsai            | Happosai, o velho safado!                                          | 16 de Fevereiro de 1990 |
| 034      | 女子更衣室を襲え?        | Joshi Kōishitsu wo Osoe?                  | Invasão no vestiário feminino.                                     | 23 de Fevereiro de 1990 |
| 035      | 鬼も逃げだすカラクリ屋敷 | Oni mo Nigedasu Karakuri Yashiki          | A casa de invenções de Kuno! Convidados (Filler)                   | 2 de Março de 1990      |
| 036      | これで女とおさらば?      | Kore de Onna to Osaraba?                  | Adeus a forma de garota (Filler)                                   | 9 de Março de 1990      |
| 037      | 愛と憎しみの贈物         | Ai to Nikushimi no Okurimono              | Uma fina linha entre prazer e dor.                                 | 16 de Março de 1990     |
| 038      | SOSエロ妖怪八宝斉        | SOS Ero Yōkai Happōsai                    | S.O.S.! A ira de Happosai.                                         | 23 de Março de 1990     |
| 039      | あかねの口びるを奪え     | Akane no Kuchibiru wo Ubae                | Beijar é uma doce tristeza! O roubo do beijo de Akane              | 6 de Abril de 1990      |
| 040      | いい湯だな?銭湯で戦闘    | Ii Yu da na? Sentou de Sentou             | A batalha na casa de banho!                                        | 13 de Abril de 1990     |

## 3ª Temporada - "Batalha Dura" (1990)
| Episódio | Título                     | Japonês                                 | Português do Brasil                                    | Data Original          |
| -------- | -------------------------- | --------------------------------------- | ------------------------------------------------------ | ---------------------- |
| 041      | また一人乱馬を愛したヤツ   | Mata Hitori Ranma wo Aishita Yatsu      | O perseguidor de Ranma.                                | 20 de Abril de 1990    |
| 042      | 熱愛?良牙とあかね          | Netsuai? Ryōga to Akane                 | Ryoga mais Akane: Juntos para sempre.                  | 27 de Abril de 1990    |
| 043      | くしゃみ一発愛してナイト   | Kushami Ippatsu Aishite Naito           | Espirre, por favor!                                    | 4 de Maio de 1990      |
| 044      | 幻の八宝大華輪を探せ       | Maboroshi no Happōdaikarin wo Sagase    | Tem um pervertido na banheira.                         | 11 de Maio de 1990     |
| 045      | 大好き!私のうっちゃん      | Daisuki! Watashi no Ucchan              | Eu te amo! Oh, minha querida Ukyo.                     | 18 de Maio de 1990     |
| 046      | 魔女が愛した下着ドロボー   | Majo ga Aishita Shitagi Dorobō          | O ladrão de lingerie que me amava.                     | 25 de Maio de 1990     |
| 047      | 変身!ムキムキマンあかね    | Henshin! Mukimuki-man Akane             | Transformação! Akane a Super-Garota.                   | 1 de Junho de 1990     |
| 048      | 呪泉郷から来た殺し屋       | Jusenkyō kara Kita Koroshiya            | O matador de Jusenkyo.                                 | 8 de Junho de 1990     |
| 049      | 私ってきれい?乱馬女宣言    | Watashi Kirei? Ranma Onna Sengen        | Eu sou... bonita? Ranma assume seu lado feminino.      | 15 de Junho de 1990    |
| 050      | 対決!八宝斉VS透明人間      | Taiketsu! Happōsai Buiesu Tōmeiningen   | 'A cabeçada final! Happosai contra o homem invisível.  | 22 de Junho de 1990    |
| 051      | 九能家のレ·ミゼラブル      | Kunōke no Re Miseraburu                 | Os miseráveis da propriedade de Kuno!                  | 29 de Junho de 1990    |
| 052      | 怪談!乱馬と魔性の剣        | Kaidan! Ranma to Mashō no Ken           | Fantasmas! Ranma e a espada mágica.                    | 6 de Julho de 1990     |
| 053      | 粒コロリ·絶倫ホレ薬        | Hitotsubu Korori - Zetsurin Hore Gusuri | Só deve haver um! O beijo de amor é o beijo da morte.  | 13 de Julho de 1990    |
| 054      | 史上最強?良牙とムース同盟  | Shijō Saikyō? Ryōga to Mūsu Dōmei       | O time dos sonhos!? A aliança de Ryoga e Mousse.       | 20 de Julho de 1990    |
| 055      | バック·トゥ·ザ·八宝斉      | Bakku Tu Za Happōsai                    | De volta à Happosai!                                   | 27 de Julho de 1990    |
| 056      | 黒バラの小太刀!純愛一直線  | Kurobara no Kodachi! Jun'ai Icchokusen  | Kodachi! A rosa negra.                                 | 3 de Agosto de 1990    |
| 057      | 八宝斉 最期の日?           | Happōsai Saigo no Hi?                   | Os últimos dias de Happosai...                         | 10 de Agosto de 1990   |
| 058      | 暴れん坊娘リンリンランラン | Abarenbō Musume Rinrin Ranran           | Duas garotas muito violentas: Ling-Ling & Lung-Lung.   | 17 de Agosto de 1990   |
| 059      | 乱馬を襲う恐怖のタタリ     | Ranma wo Osō Kyōfu no Tatari            | Ranma e o mal interior.                                | 24 de Agosto de 1990   |
| 060      | 登場!ものまね格闘技        | Toujou! Monomane Kakutōgi               | Surge Ken e seu lenço copiador.                        | 31 de Agosto de 1990   |
| 061      | 良牙の体質改善セッケン!    | Ryōga no Taishitsu Kaizen Sekken!       | A cura milagrosa de Ryoga! Passa pra cá esse sabonete. | 7 de Setembro de 1990  |
| 062      | 格闘!障害物レース          | Kakutō! Shōgaibutsu Rēsu                | A corrida de obstáculos estilo vale-tudo.              | 14 de Setembro de 1990 |
| 063      | 右京のスカート大作戦!      | Ukyō no Sukāto Daisakusen               | A saia da Ukyo! A grande estratégia.                   | 9 de Novembro de 1990  |
| 064      | 乱馬, ついに呪泉郷へ行く   | Ranma, Tsuini Jusenkyō e Iku            | Ranma finalmente volta para Jusenkyo.                  | 21 de Setembro de 1990 |

## 4ª Temporada - "Fora de Controle" (1990-1991)
| Episódio | Título                   | Japonês                            | Português do Brasil                              | Data Original           |
| -------- | ------------------------ | ---------------------------------- | ------------------------------------------------ | ----------------------- |
| 065      | 帰ってきた変態校長       | Kaettekita Hentai Kōchō            | O retorno do diretor havaiano do inferno.        | 5 de Outubro de 1990    |
| 066      | 登場!史上最強の九能      | Tōjō! Shijō Saikyō ni Kunō         | Surge Kuno, o cavaleiro noturno.                 | 12 de Outubro de 1990   |
| 067      | 乱馬が弱くなっちゃった!  | Ranma ga Yowaku Nacchatta!         | Ranma fica fraco!                                | 19 de Outubro de 1990   |
| 068      | 完成!とんでもない必殺技  | Kansei! Tondemonai Hissatsuwaza    | Eureka! O desesperado passo do desespero.        | 26 de Outubro de 1990   |
| 069      | 決戦!乱馬復活なるか?     | Kessen! Ranma Fukkatsu Naru ka?    | Confronto! Será que Ranma consegue uma revanche? | 2 de Novembro de 1990   |
| 070      | 乱馬のママがやってきた!  | Ranma no Mama ga Yattekita!        | Aí vem a mãe do Ranma!                           | 16 de Novembro de 1990  |
| 071      | 良牙, 愛と苦悩を越えて   | Ryōga, Ai to Kunō wo Koete         | O passado de Ryoga.                              | 23 de Novembro de 1990  |
| 072      | フィアンセは化け猫       | Fianse wa Bakeneko                 | Meu noivo, o gato.                               | 30 de Novembro de 1990  |
| 073      | 吹けよ風!青春は熱血だ    | Fukeyo Kaze! Seishun wa Nekketsuda | Velas ao vento! Ser jovem é aventurar-se.        | 7 de Dezembro de 1990   |
| 074      | 恐るべき新弟子現わる     | Osorubeki Shindeshi Arawaru        | O admirável discípulo novo.                      | 14 de Dezembro de 1990  |
| 075      | おもてに出やがれ!        | Omote ni Deyagare!                 | Para fora!                                       | 21 de Dezembro de 1990  |
| 076      | 良牙の天道道場居候日記   | Ryōga no Tendō Dōjō Isōrō Nikki    | O diário de Ryoga na "Academia Tendo".           | 11 de Janeiro de 1991   |
| 077      | 八宝斉の恋!              | Happōsai no Koi!                   | Happosai apaixonado!                             | 18 de Janeiro de 1991   |
| 078      | 九能ボー然!恋の大予言    | Kunō Bōzen! Koi no Daiyogen        | O polêmico amor de Kuno: Nabiki!?                | 25 de Janeiro de 1991   |
| 079      | 強くなりすぎた良牙       | Tsuyoku Narisugita Ryōga           | Ryoga, o forte... forte demais.                  | 1 de Fevereiro de 1991  |
| 080      | あやうし!Pちゃんの秘密   | Ayaushi! P-chan no Himitsu         | Por um triz! O segredo de P-Chan.                | 8 de Fevereiro de 1991  |
| 081      | たまごをつかむ男         | Tamago wo Tsukamu Otoko            | O apanhador de ovos.                             | 15 de Fevereiro de 1991 |
| 082      | らんまと九能の初キッス?! | Ranma to Kunō no Hatsu Kisu?!      | O primeiro beijo de... Ranma e Kuno.             | 22 de Fevereiro de 1991 |
| 083      | シャンプーの赤い糸       | Shanpū no Akai Ito                 | O terror da linha vermelha da Shampoo!           | 1 de Março de 1991      |
| 084      | ムース故郷に帰る         | Mūsu Kokyō ni Kaeru                | Mousse volta para casa!                          | 8 de Março de 1991      |
| 085      | 史上サイテーの賭け       | Shijō Saite no Kake                | A aposta mais idiota da história!                | 15 de Março de 1991     |
| 086      | マリアンヌになった九能   | Mariannu ni Natta Kunō             | Kuno se torna Marianne!                          | 22 de Março de 1991     |
| 087      | 乱馬なんか大キライ!      | Ranma Nanka Daikirai!              | Ranma, você é mesmo um tapado!                   | 29 de Março de 1991     |
| 088      | リンリン·ランランの逆襲  | Rinrin Ranran no Gyakushū          | Ling-Ling & Lung-Lung atacam novamente!          | 19 de Abril de 1991     |

## 5ª Temporada - "Caos Marcial" (1991)
| Episódio | Título                   | Japonês                           | Português do Brasil                              | Data Original          |
| -------- | ------------------------ | --------------------------------- | ------------------------------------------------ | ---------------------- |
| 089      | そのおさげもらったぁ!    | Sono Osage Moratta!               | Me dá esse rabo de cavalo.                       | 5 de Abril de 1991     |
| 090      | 男の野望が尽きる時...    | Otoko no Yabō ga Tsukiru Toki...  | Quando o orgulho e a alegria de um homem se vão. | 12 de Abril de 1991    |
| 091      | 良牙のプロポーズ         | Ryōga no Puropōsu                 | A proposta de Ryoga.                             | 26 de Abril de 1991    |
| 092      | 玄馬, 家出する           | Genma, Iede Suru                  | Genma foge de casa.                              | 3 de Maio de 1991      |
| 093      | これが格闘茶道でおます   | Kore ga Kakutō Sadō de Omasu      | A gentil arte da cerimônia do chá marcial.       | 10 de Maio de 1991     |
| 094      | 道場破りは女の子?        | Dōjō Yaburi wa Onna no Ko?        | E o desafiante é... uma garotinha?!              | 17 de Maio de 1991     |
| 095      | 絶叫!温泉バトル          | Zekkyō! Onsen Batoru              | O grande combate nas termas!                     | 24 de Maio de 1991     |
| 096      | ミーが九能のダディです   | Mī ga Kunō no Dadi Desu           | Eu sou o papai do Kuno, eu sou.                  | 31 de Maio de 1991     |
| 097      | 格闘茶道·家元立つ!       | Kakutō Sadō Iemoto Tatsu!         | A matriarca fica de pé.                          | 7 de Junho de 1991     |
| 098      | レオタードは乙女の呪い   | Reotādo wa Otome no Noroi         | Colant é assunto de mulher.                      | 14 de Junho de 1991    |
| 099      | 恐怖の混浴温泉           | Kyōfu no Kon'yoku Onsen           | O terror do banho-misto!                         | 21 de Junho de 1991    |
| 100      | カエルのうらみはらします | Kaeru no Urami Harashimasu        | A maldição do homem-sapo!                        | 28 de Junho de 1991    |
| 101      | 逆襲!怒りのお好み焼き    | Gyakushū! Ikari no Okonomiyaki    | A vingança da pizza de legumes!                  | 5 de Julho de 1991     |
| 102      | ナンパになった乱馬       | Nanpa ni Natta Ranma              | Ranma o terror das mulheres.                     | 12 de Julho de 1991    |
| 103      | 格闘将棋は命懸け         | Kakutō Shogi wa Inochi Gake       | O desafio mortal do Shogi marcial.               | 19 de Julho de 1991    |
| 104      | 佐助のスパイ大作戦       | Sasuke no Supai Daisakusen        | Sasuke: "missão improvável".                     | 26 de Julho de 1991    |
| 105      | ボンジュールでございます | Bonjūru de Gozaimasu              | Bonjour, Furinkan!                               | 2 de Agosto de 1991    |
| 106      | ディナーはリングの上で   | Dinā wa Ringu no Uede             | Jantar à luz do ringue!                          | 9 de Agosto de 1991    |
| 107      | あかね, 涙の水泳大特訓   | Akane, Namida no Suiei Daitokkun  | Nadando com os loucos.                           | 16 de Agosto de 1991   |
| 108      | 良牙!夕日に向かって走れ  | Ryōga! Yūhi ni Mukatte Hashire    | Ryoga cavalga rumo ao pôr do sol.                | 23 de Agosto de 1991   |
| 109      | 夢の中へ                 | Yume no Naka e                    | A hora do pesadelo de Happosai.                  | 30 de Agosto de 1991   |
| 110      | 乱馬はなびきの許婚?      | Ranma wa Nabiki no Iinazuke?      | A nova noiva de Ranma, Nabiki!?                  | 6 de Setembro de 1991  |
| 111      | 天道家消えたたこ焼きの謎 | Tendo-ke Kieta Takoyaki no Nazo   | O mistério dos bolinhos perdidos!                | 13 de Setembro de 1991 |
| 112      | 対決!乱馬VS影乱馬        | Taiketsu! Ranma Buiesu Kage Ranma | Ranma enfrenta Ranma-Sombra!                     | 20 de Setembro de 1991 |

## 6ª Temporada - "Rapsódia Fortuita" (1991-1992)
| Episódio | Título                   | Japonês                            | Português do Brasil                                   | Data Original           |
| -------- | ------------------------ | ---------------------------------- | ----------------------------------------------------- | ----------------------- |
| 113      | 小太刀のマイラブリーパパ | Kodachi no Mai Raburī Papa         | O adorável papai de... Kodachi!                       | 27 de Setembro de 1991  |
| 114      | 強敵?五寸釘くん登場      | Kyōteki? Gosunkugi-kun Tōjō        | Um novo rival? Surge Gosunkugi!                       | 4 de Outubro de 1991    |
| 115      | 乱馬はヘタクソ?格闘書道  | Ranma wa Hetakuso? Kakutō Shodō    | Ranma e o desafio da caligrafia marcial.              | 11 de Outubro de 1991   |
| 116      | 風林館高校, 影のドン登場 | Furinkan Kōkō, Kage no Don Tōjō    | O chefão secreto do Colégio Furinkan.                 | 18 de Outubro de 1991   |
| 117      | 悲願!普通の男に戻りたい  | Higan! Futsū no Otoko ni Modoritai | Voltar à ser como éramos antes...                     | 25 de Outubro de 1991   |
| 118      | 早乙女流の跡継ぎは良牙?  | Saotome Ryū no Atotsugi wa Ryōga?  | Ryoga herda a Escola Saotome?                         | 1 de Novembro de 1991   |
| 119      | 天道家, 遊園地へ行く     | Tendō-ke, Yūenchi e Iku            | A Família Tendo vai ao parque de diversões!           | 15 de Novembro de 1991  |
| 120      | 風林館高校·通り魔事件    | Furinkan Kōkō: Toorima Jiken       | O caso do maníaco do Furinkan!                        | 29 de Novembro de 1991  |
| 121      | スイカ島の交際鬼         | Suikatō no Kōsaiki                 | O monstro namorador da Ilha Melancia.                 | 24 de Janeiro de 1992   |
| 122      | 呪泉郷から来た悪魔 後編  | Jusenkyō Kara Kita Akuma - Zenpen  | O demônio de Jusenkyo, Parte I.                       | 6 de Dezembro de 1991   |
| 123      | 呪泉郷から来た悪魔 後編  | Jusenkyō Kara Kita Akuma - Kōhen   | O demônio de Jusenkyo, Parte II.                      | 13 de Dezembro de 1991  |
| 124      | 格闘茶道!さらわれた家元  | Kakutō Sadō! Sarawareta Iemoto     | A matriarca desaparecida da Cerimônia do Chá Marcial! | 21 de Fevereiro de 1992 |
| 125      | 乱馬がいないXmas         | Ranma ga Inai Xmas                 | Um natal sem Ranma.                                   | 20 de Dezembro de 1991  |
| 126      | 雪ん子冬物語             | Yukinko Fuyu Monogatari            | Inverno louco no país das maravilhas.                 | 10 de Janeiro de 1992   |
| 127      | 大変!あかねが入院した    | Taihen! Akane ga Nyūin Shita       | Oh não, Akane está no hospital!                       | 28 de Fevereiro de 1992 |
| 128      | らくがきパンダの呪い     | Rakugaki Panda no Noroi            | A maldição da panda rabiscada.                        | 17 de Janeiro de 1992   |
| 129      | 幸せのパンダ伝説         | Shiawase no Panda Densetsu         | A lenda do panda da sorte!                            | 31 de Janeiro de 1992   |
| 130      | 謎の暴れタコツボ現る?!   | Nazono Abare Takotsubo Arawareru?! | O mistério do vaso de polvo saqueador!                | 6 de Março de 1992      |
| 131      | 乱馬と右京がソース相愛?  | Ranma to Ukyo ga Sōsu Sōai?        | O molho secreto de Ukyo, Parte 1.                     | 7 de Fevereiro de 1992  |
| 132      | 偽り夫婦よ永遠に...      | Itsuwari Fūfu yo Eien ni...        | O molho secreto de Ukyo, Parte 2.                     | 14 de Fevereiro de 1992 |
| 133      | 追跡!手まり唄の謎        | Tsuiseki! Temari Uta no Nazo       | A história de uma garota fantasma.                    | 27 de Março de 1992     |
| 134      | 五寸釘!あぁ恋の紙人形    | "Gosunkugi! Ah Koi no Kaminingyō"  | Os bonecos de papel do amor de Gosunkugi.             | 13 de Março de 1992     |
| 135      | あかねの心がわからない   | Akane no Kokoro ga Wakaranai       | Eu não entendo o coração de Akane.                    | 20 de Março de 1992     |
| 136      | もうあなたから離れない   | Mou Anata kara Hanarenai           | Mestre e aluno... para sempre!?                       | 3 de Abril de 1992      |

## 7ª Temporada - "Ranma Para Sempre" (1992)
| Episódio | Título                   | Japonês                              | Português do Brasil                                    | Data Original          |
| -------- | ------------------------ | ------------------------------------ | ------------------------------------------------------ | ---------------------- |
| 137      | 九能帯刀, 代理校長を命ず | Kunō Tatewaki, Dairi Kōchō wo Meizu  | Tatewaki Kuno, diretor substituto.                     | 10 de Abril de 1992    |
| 138      | 乱馬, 月夜に吠える       | Ranma, Tsukiyo ni Hoeru              | O maior desafio de Ranma!                              | 17 de Abril de 1992    |
| 139      | 你好!呪泉郷のガイドさん  | Nihao! Jusenkyō no Gaido-san         | Nihao! Guia de Jusenkyo.                               | 24 de Abril de 1992    |
| 140      | 迷惑!六人の八宝斉        | Meiwaku! Rokunin no Happōsai         | Happosai para dar e vender.                            | 1 de Maio de 1992      |
| 141      | 気分しだいの必殺技(前)   | Kibun Shidai no Hissatsuwaza - Zen   | Das profundezas do desespero, Parte I.                 | 8 de Maio de 1992      |
| 142      | 気分しだいの必殺技(後)   | Kibun Shidai no Hissatsuwaza - Kō    | Das profundezas do desespero, Parte II.                | 15 de Maio de 1992     |
| 143      | シャンプー囚われのキッス | Shanpū Toraware no Kissu             | O beijo amaldiçoado de Shampoo.                        | 22 de Maio de 1992     |
| 144      | ボクと駆け落ちして下さい | Boku to Kakeochi Shite kudasai       | Fuja comigo, Ranma.                                    | 29 de Maio de 1992     |
| 145      | キノコ寺へ行こう         | Kinoko Dera e Ikō                    | Vamos para o Templo do Cogumelo.                       | 5 de Junho de 1992     |
| 146      | 必殺!地獄のゆりかご      | Hissatsu! Jigoku no Yurikago         | O Berço do Inferno.                                    | 12 de Junho de 1992    |
| 147      | 青い恐怖にボンジュール   | Aoi Kyōfu ni Bonjūru                 | O grito de socorro de Madame St. Paul.                 | 19 de Junho de 1992    |
| 148      | 織姫は流れ星に乗って     | Orihime wa Nagareboshi ni Notte      | Encontro você na Via Láctea.                           | 26 de Junho de 1992    |
| 149      | 一つ召しませ恋の桜餅     | Hitotsu Meshimase Koi no Sakuramochi | Os miseráveis bolinhos de arroz do amor.               | 3 de Julho de 1992     |
| 150      | できた!八宝大カビン      | Dekita! Happō Dai Kabin              | O temível fungo explosivo de Happosai!                 | 10 de Julho de 1992    |
| 151      | 九能兄妹スキャンダルの嵐 | Kunō Kyōdai Sukyandaru no Arashi     | O escândalo dos irmãos Kuno!                           | 17 de Julho de 1992    |
| 152      | 黄金の茶器, 五重塔の決戦 | Ougon no Chaki, Gojōnotō no Kessen   | A batalha pelo jogo de chá dourado!                    | 24 de Julho de 1992    |
| 153      | 五寸釘光, ひと夏の恋     | Gosunkugi Hikaru, Hito Natsu no Koi  | O romance de verão de Gosunkugi!                       | 31 de Julho de 1992    |
| 154      | 決定!ミス·ビーチサイド   | Kettei! Misu Bīchisaido              | A batalha pelo concurso Garota da Praia.               | 21 de Agosto de 1992   |
| 155      | 愛の格闘チアガール(前)   | Ai no Kakutō Chiagāru - Zen          | Pode vir! O amor de uma animadora de torcida, Parte 1. | 7 de Agosto de 1992    |
| 156      | 愛の格闘チアガール(後)   | Ai no Kakutō Chiagāru - Kō           | Pode vir! O amor de uma animadora de torcida, Parte 2. | 14 de Agosto de 1992   |
| 157      | 爆裂!ハイパーツヅミ      | Bakuretsu! Haipā Tsuzumi             | Os instrumentos musicais da destruição.                | 28 de Agosto de 1992   |
| 158      | 忍の犬は白と黒           | Shinobi no Inu wa Shiro to Kuro      | O cão de um ninja é branco e preto.                    | 4 de Setembro de 1992  |
| 159      | 天道家·龍神伝説          | Tendō-ke: Ryūjin Densetsu            | A lenda do dragão dos Tendo.                           | 11 de Setembro de 1992 |
| 160      | 乱馬, ミーツ·マザー      | Ranma, Mītsu Mazā                    | Ranma encontra sua mãe.                                | 18 de Setembro de 1992 |
| 161      | いつの日か, きっと...    | Itsu no Hi ka, Kitto...              | Algum dia, de alguma forma...                          | 25 de Setembro de 1992 |

## Filmes
| Episódio | Título                               | Japonês                                   | Português do Brasil                                                                                            | Data Original         |
| -------- | ------------------------------------ | ----------------------------------------- | --- | --------------------- |
| 01       | 中国寝崑崙大決戦! 掟やぶりの激闘篇!! | Chuugoku Nekonron Daikesson!              | A Grande Aventura na China!! (título usado no VHS publicado em 2003 pela Editora Abril na revista Heróis da TV | 2 de novembro de 1991 |
| 02       | 決戦桃幻郷! 花嫁を奪りもどせ!!       | Kessen Tougenkyou! Hanayomewo Torimodose! | Nihao minha concubina!! (O filme foi comprado pela Editora Abril mas nunca foi lançado)                        | 1 de agosto de 1992   |

## OVAs
| Episódio | Título                                                             | Japonês                                            | Português do Brasil                                                      | Data Original           |
| -------- | ------------------------------------------------------------------ | -------------------------------------------------- | ------------------------------------------------------------------------ | ----------------------- |
| 01       | シャンプー豹変! 反転宝珠の禍                                       | Shampoo Hyouhen! Hanten Houju no Wazawai           | A mudança repentina de Shampoo! A maldição da Joia da Reversão.          | 7 de dezembro de 1993   |
| 02       | 天道家 すくらんぶるクリスマス                                      | Tendo-ke Scramble Christmas                        | A briga de natal da família Tendo.                                       | 7 de dezembro de 1993   |
| 03       | あかねVSらんま お母さんの味は私が守る!                             | Ranma vs Akane Okaasan no Ajiha Watashi ga Mamoru! | Akane vs. Ranma. Eu vou herdar as receitas da mamãe!                     | 18 de fevereiro de 1994 |
| 04       | 学園に吹く嵐! アダルトチェンジひな子先生                           | Gakuen ni Fuku Arashi Adult Change! Hinako-sensei  | O tempo fecha no colégio! Crescendo com a professora Hinako.             | 21 de junho de 1994     |
| 05       | 道を継ぐ者（前編）                                                 | Michi wo Tsugu Mono (Part 1)                       | A escolhida para herdar a arte, Parte 1.                                 | 1 de novembro de 1994   |
| 06       | 道を継ぐ者（後編）                                                 | Michi wo Tsugu Mono (Part 2)                       | A escolhida para herdar a arte, Parte 2.                                 | 1 de novembro de 1994   |
| 07       | よみがえる記憶（上巻）                                             | Yomigaeru Kioku (Part 1)                           | Despertando lembranças, Parte 1.                                         | 16 de novembro de 1994  |
| 08       | よみがえる記憶（下巻）                                             | Yomigaeru Kioku (Part 2)                           | Despertando lembranças, Parte 2.                                         | 3 de julho de 1995      |
| 09       | らんま１／２ 超無差別決戦！ 乱馬チームVS伝説の鳳凰                 | Ranma Team vs Densetsu no Houou                    | Time de Ranma versus a legendária Fenix                                  | 20 de Agosto de 1994    |
| 10       | ああ、呪われたトンネルの恋を忘れました！私の愛は永遠にしましょう。 | Aa! Noroi no harendou, waga ai wa tooa ni          | Ah, Túnel Amaldiçoado do Amor Perdido! Permita que meu amor seja eterno. | 6 de fevereiro de 1996  |
| 11       | 邪悪の鬼                                                           | Jaaku no oni                                       | O ogro maligno!                                                          | 17 de novembro de 1995  |
| 12       | 二人のあかね「乱馬、私を見て!」                                    | Futari no Akane "Ranma, watashi wo mite"           | As duas Akanes. "Ranma, olhe para mim!"                                  | 4 de junho de 1996      |
| 13       | 悪夢！春眠香                                                       | Akumu! Shunminkō                                   | Pesadelo! Incenso do Sono Profundo                                       | 30 de julho de 2008     |

## Especiais
Ranma ½ teve um punhado de especiais que só estavam disponíveis através de home videos, ou era membro do Kitty Animation Circle, um fã clube da equipe de produção que criou o anime de Rumiko Takahashi. Essas especiais são extremamente raros para a maior parte.
| Número | Título | Data Original              |
| ------ | --- | -------------------------- |
| 1      | "Ranma ½: Chuugoku Nekonron Daikesson! Preview"                                                                  | 1991                       |
| 2      | Nettō Uta Gassen (熱闘歌合戦)                                                                                    | 7 e 21 de novembro de 1990 |
| 3      | Tendō-ke no Oyobidenai Yatsura! (天道家のおよびでない奴ら!)                                                      | 30 de agosto de 1992       |
| 4      | "Music Calendar 1994"                                                                                            | Early 1993                 |
| 5      | TVタイトルズ | 21 de abril de 1993        |
| 6      | "Ranma ½ Totteoki Talk: Best of Memories" らんま1/2 とっておきトーク ベスト・オブ・メモリーズ                    | 1 de maio de 1993          |
| 7      | Special Video: Battle ga Ippai 29-nin no Korinai Yatsura (スペシャルビデオ バトルがいっぱい29人の懲りないやつら) | 3 de março de 1995         |
| 8      | "DoCo Music Video" DoCoミュージックビデオ                                                                        | 19 de agosto 1995          |
| 9      | "Ranma 1/2 Live-action Special" 乱馬1/2                                                                          | 9 de dezemvbro 2011        |